# 時雨殿

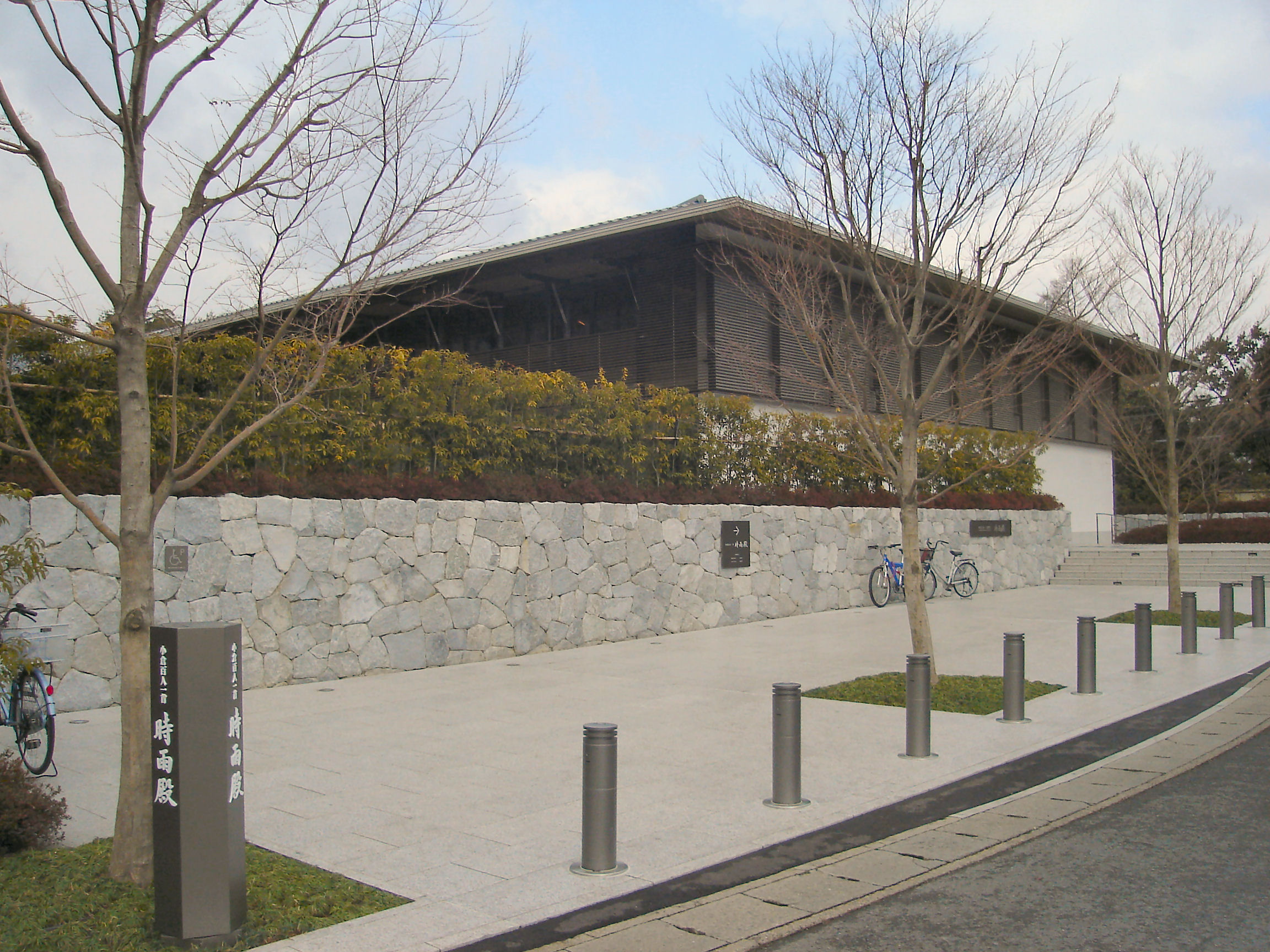
時雨殿

時雨殿（しぐれでん）は京都市右京区にあった、公益財団法人小倉百人一首文化財団が設立・運営していた小倉百人一首をテーマとした展示、振興のための施設。藤原定家が百人一首を選んだ地、小倉山の麓、嵐山の渡月橋の近くに建設された。2017年3月21日に改装のため閉館し、2018年11月1日に嵯峨嵐山文華館と名称を改め、リニューアルオープンした。

## 沿革
- 2006年1月27日に開館。
- 2011年4月1日より、設備の耐用年数経過のため一時休館。
- 2011年7月26日開催の京都商工会議所通常議員総会にて、2011年9月からの館内改修工事、および2012年3月の再開館予定が発表された。
- 2012年3月17日より、設備を改装しリニューアルオープン。
- 2017年3月21日より、大規模改装工事のため休館。
- 2018年11月1日より、嵯峨嵐山文華館としてリニューアルオープン。

## 施設概要
技術面では任天堂が支援し、建築費用21億円は元財団理事長で任天堂相談役の山内溥個人が負担、さらに代表取締役専務の宮本茂がプロデュースを行った。
建物は1階が体験展示施設で、2階は資料展示・競技かるた用の大広間となっており、体感による百人一首の世界を楽しめる。
オープン当初は、デジタル映像技術や携帯端末などハイテク機器を使用した百人一首のテーマパークといった趣が大きく、1階床面には45インチのシャープ製フルスペックハイビジョン液晶ディスプレイが70枚敷き詰められた「ニンテンドーフロアビジョン」で、かるたや京都の空中写真を表示した。また、65インチ液晶に投影される「歌人」達とバーチャルかるた取り対戦ができる「体感かるた五番勝負」などの展示もあった。ニンテンドーDSからボタン類を取り除き、タッチパネルで操作する携帯端末「時雨殿なび」が前述のかるたなどに利用されていた。なお、フロアビジョンの設置や携帯端末との無線通信の関係で、1階には「ペースメーカーご使用の方の入場はご遠慮ください」という旨の注意書きがされていたが、2012年3月17日に上記の展示は全て撤去された。
2012年のリニューアル後は、百人一首の博物館としての要素を前面に出し、歌仙100人や歌の場面を人形やジオラマで再現した展示、百人一首にまつわる企画展や講演・ワークショップ、平安時代の装束の体験、周辺の歌碑巡りなどの観光情報案内も扱う。それと同時に役員から任天堂関係者がいなくなり、京都商工会議所や神社、仏閣等の関係者が多くを占めるようになった。
2017年に施設を運営する財団理事長にアイフル創業者の福田吉孝が就任し、私財を投じてリニューアルすることになった。2017年3月21日から大規模改装工事のため休館し、2018年11月1日より嵯峨嵐山文華館と名称を改め、リニューアルオープンした。リニューアル後は百人一首を紹介する常設展に加え、年4回開催される企画展にて日本画や書、俳句などの紹介を行っている。2020年時点で、福田の娘で福田美術館館長（合同会社AYG代表社員）の川畑光佐が運営財団の専務理事を務めている。

### 所在地
京都府京都市右京区嵯峨天龍寺芒ノ馬場町11

### 近隣情報
- 天龍寺
- 渡月橋
- 京都・嵐山花灯路